# U-629
Unterseeboot 629 foi um submarino alemão do Tipo VIIC, pertencente a Kriegsmarine que atuou durante a Segunda Guerra Mundial.

## Comandantes
| Comandante              | Data                                    |
| ----------------------- | --------------------------------------- |
| Oblt. Hans-Helmuth Bugs | 2 de julho de 1942 - 7 de junho de 1944 |

## Subordinação
Durante o seu tempo de serviço, esteve subordinado às seguintes flotilhas:
| Período                                       | Flotilha                                   |
| --------------------------------------------- | ------------------------------------------ |
| 2 de julho de 1942 - 30 de novembro de 1942   | 5. Unterseebootsflottille (treinamento)    |
| 1 de dezembro de 1942 - 31 de outubro de 1943 | 11. Unterseebootsflottille (serviço ativo) |
| 1 de novembro de 1943 - 7 de junho de 1944    | 1. Unterseebootsflottille (serviço ativo)  |

## Operações conjuntas de ataque
O U-629 participou das seguinte operações de ataque combinado durante a sua carreira:
- Rudeltaktik Nordwind (24 de janeiro de 1943 - 28 de janeiro de 1943)
- Rudeltaktik Nordwind (31 de janeiro de 1943 - 2 de fevereiro de 1943)
- Rudeltaktik Taifun (2 de abril de 1943 - 4 de abril de 1943)
- Rudeltaktik Coronel (4 de dezembro de 1943 - 8 de dezembro de 1943)
- Rudeltaktik Coronel 1 (8 de dezembro de 1943 - 14 de dezembro de 1943)
- Rudeltaktik Coronel 2 (14 de dezembro de 1943 - 17 de dezembro de 1943)
- Rudeltaktik Amrum (18 de dezembro de 1943 - 23 de dezembro de 1943)